# Осей, Энтони Акото
Энтони Акото Осей (англ. Anthony Akoto Osei; 18 апреля 1953, Суньяни, Британский Золотой Берег - 20 марта 2023) — ганский экономист, банкир
, политический и государственный деятель, министр финансов  и экономического планирования Ганы (2007—2009), министр мониторинга и анализа (2017–2023), депутат Парламента Ганы (с января 2005 по 2023). Доктор экономических наук (1987).

## Биография
Образование получил в Говардском и Американском университетах и Оберлинском колледже.
Член либерально-консервативной Новой патриотической партии, одной из двух основных партий страны. 
С 2002 года входил в Совет Merchant Bank Limited. Работал профессором Университета Дилларда (США), научным сотрудником Центра анализа политики (Гана), затем был специальным советником министра финансов и экономического планирования. Являлся членом правления Фонда социального обеспечения и национального страхования (Social Security and National Insurance Trust , SSNIT) и председателем инвестиционного комитета SSNIT.
Работал заместителем министра финансов и экономического планирования (2003-2007),  затем государственным министром финансов и экономического планирования Ганы (2007—2009). С 2017 до смерти был министром мониторинга и анализа Ганы.